# Mortrée
Mortrée település Franciaországban, Orne megyében. Lakosainak száma 1125 fő (2022. január 1.). Mortrée Belfonds, Le Château-d’Almenêches, Macé, Médavy, Montmerrei, La Ferrière-Béchet, Le Cercueil és Tanville községekkel határos.

## Népesség
A település népességének változása:
| Lakosok száma | 1100 | 1063 | 1067 | 1036 | 1160 | 1153 | 1144 | 1134 | 1125 |
|               | 2013 | 2015 | 2016 | 2017 | 2018 | 2019 | 2020 | 2021 | 2022 |